# Club de Deportes Linares
Club Deportivo Linares Unido är en fotbollsklubb från staden Linares i regionen Maule i Chile. Klubben grundades den 19 november 1955 och spelade under 30 säsonger (1961-1991) i den näst högsta divisionen i Chile, där man som bäst kom på en andraplats 1964. Klubben spelar på Estadio Fiscal de Linares som tar 7 000 åskådare.